# Aflenzer Bürgeralm
Die Aflenzer Bürgeralm, die örtlich nur Bürgeralm genannt wird, ist eine Almsiedlung in der Marktgemeinde Aflenz in der Steiermark. Ihr Name zeigt an, dass sie den Aflenzer Bürgern als Gemeindeweide gehörte.
Die Almsiedlung befindet sich nördlich von Aflenz Kurort und unterhalb der Windgrube (1809 m ü. A.), einem Nebengipfel in der Hochschwabgruppe. Sie besteht aus mehreren Gastronomiebetrieben sowie zahlreichen Unterkünften und wird neben der Zufahrtsstraße auch durch einen Sessellift erschlossen. Auf der Bürgeralm kann sowohl im Sommer als auch im Winter Sport betrieben werden.
In der Wintersaison 2024/2025 wurde nur (mehr) die Kinderpiste künstlich beschneit. Naturschnee wurde auch hier auf 1500 m Höhe rar, der Betreiber Naturerlebnis Bürgeralm überlegt daher sich neu zu orientieren.